# Washington Luna

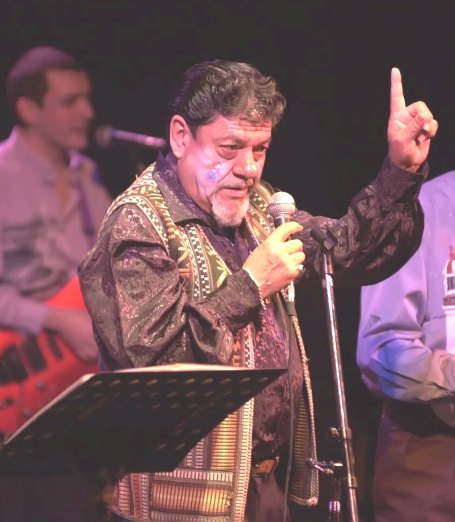
Washington Luna

Washington Luna, besser bekannt als Canario Luna (* 19. August 1938 in Montevideo, Uruguay; † 30. Juli 2009 ebenda) war ein uruguayischer Sänger des Murga und Candombe.
Canario Luna war eine zentrale Figur des uruguayischen Karnevals. Sein Name ist insbesondere mit den Stücken Brindis por Pierrot, El grito del Canilla, Adiós Juventud oder El tiempo me enseñó verbunden. Unter anderem trat er mit Tabaré Cardozo auf. Der an den Folgen einer Krebserkrankung verstorbene Luna wurde auf dem Cementerio del Norte in Montevideo bestattet.

## Diskographie
- Todo a Momo (mit Falta y Resto, Orfeo SULP 90833, 1986)
- Otra vez carnaval (Orfeo 91033-1, 1989)
- El Canario en su salsa (mit der Gruppe Comobo Camaguey, 1992)
- El Canario al tope (1997)
- Por la vuelta (unter Beteiligung diverser Künstler, 2000)
- El tablado callejero (mit Tabaré Cardozo 2007)
- Que el letrista no se olvide (antología,  2009)
- Canciones celestes (2010)